# 潘松 (阿拉巴马州)
潘松（英語：Pinson）是美国阿拉巴马州下属的一座城市。面积约为10.1平方英里（约合26.16平方公里）。根据2010年美国人口普查，该市有人口7,163人，人口密度为709.21/平方英里（约合273.81/平方公里）。